# Paranannopus triarticulatus
Paranannopus triarticulatus är en kräftdjursart som beskrevs av Wells 1965. Paranannopus triarticulatus ingår i släktet Paranannopus och familjen Pseudotachidiidae. Inga underarter finns listade i Catalogue of Life.